# Saïd Omar Oili
Saïd Omar Oili (Dzaoudzi (Mayotte), 20 de juny del 1957) és un polític francès.

## Biografia
Feu els estudis primaris a Labattoir i els secundaris els començà a Dzaoudzi i els completà a Moroni (Grande Comore). S'allistà a la infanteria de marina francesa, tot i que rescindí el contracte al cap d'uns mesos. Es graduà a la universitat de Poitiers el 1987 amb un diploma d'estudis superiors especialitzats en Dret de la Construcció, de l'Urbanisme i de l'Ordenació del Territori. Va fer les pràctiques del grau a la Direcció d'Equipaments de Poitiers, on negocià les adquisicions de terrenys per al Futuroscope, i després treballà a la Direcció General d'Arquitectura i Urbanisme de París en l'adaptació del Codi d'Urbanisme a Mayotte.
Tornà a la seva illa natal el 1988, i s'incorporà a la Direcció Departamental d'Equipaments de Mayotte com a cap del negociat d'assumptes jurídics i contenciosos fins al 1996. Del 1996 al 2001 va ser responsable del Projecte de la convenció local de desenvolupament social i urbà de Sada, Cap de projecte i director del Contracte de Ciutat de Mamoudzou (2000) i director del "GIP intercommunal Mamoudzou-Koungou". El 2001 fou nomenat responsable del tema Unió Europea a la prefectura departamental, i en aquesta condició participà en la redacció del DOCUP ("Document unique de programmation", per a l'atribució de fons europeus FEDER, FSE i FEOGA pel període 2000-2006). Entrà en l'ensenyament el 2008, quan pel curs 2008-2009 va ser professor de dret de l'urbanisme, d'ordenació del territori, del transport i les comunicacions al "Centre des études et formations supérieures de l'éducation nationale" de Mamoudzou; i el 2012-2013 ho fou d'eco-dret al lycée de Petite-Terre, a Pamandzi.
Políticament, va ser elegit alcalde de Dzaoudzi-Labattoir (càrrec que conserva en l'actualitat, 2015), càrrec que des de les eleccions cantonals del 2001 compaginà amb el de conseller (fins a les eleccions del 2015) i, del 2004 al 2008 amb el de president, del Consell General de Mayotte. S'alinià amb els independents fins al 2007, quan creà i començà a presidir el partit "Nouvel élan pour Mayotte". Es presentà a les eleccions legislatives franceses del 2012 per la 1a. circumscripció de Mayotte, elecció que dominà en la primera volta (amb el 21,57% dels vots), però que acabà guanyant Boinali Saïd a la segona, per 59% dels vots contra el 41% d'Oili. El 2014 va ser elegit per presidir l'Associació d'Alcaldes de Mayotte, càrrec que encara conservava el 2015.
El 2010 havia estat jutjat, acusat de prevaricació per una subvenció del 2005 a la revista Mawana, de la qual n'era accionista la seva esposa. La sentència el declarà culpable, però sense sanció.
El 2014 va ser distingit amb una de les Mariannes d'Or del Desenvolupament Sostenible per l'aportació Des élèves ambassadeurs du tri.